# Frank Grosveld
Frank G. Grosveld (18 augustus 1948) is een Nederlandse moleculair bioloog en winnaar van de Louis Jeantetprijs in 1991 en de Spinozaprijs in 1995. Grosveld was hoofd van de afdeling Celbiologie van het Erasmus MC (1993-2013) en van de afdeling Klinische Genetica (2006-2012). Hij is verkozen tot fellow van de Britse Royal Society en lid van de KNAW. In 2008 werd hij benoemd tot Akademiehoogleraar van de KNAW. Grosveld werd benoemd tot Ridder in de Orde van de Nederlandse Leeuw in 2013.
Grosveld studeerde biochemie aan de Universiteit van Amsterdam. In 1976 promoveerde hij aan de McGill-universiteit in Montreal. Na twee postdocs werd hij hoofd van de afdeling 'Gene Structure and Expression' aan het Britse National Institute for Medical Research in Mill Hill, Londen. In 1993 werd hij hoogleraar in de celbiologie aan de faculteit geneeskunde van de Erasmus Universiteit Rotterdam (inmiddels Erasmus Medisch Centrum). Grosveld is verder oprichter van het bedrijf Harbour Antibodies BV (2006) wat Heavy chain only humane antilichamen produceert sinds 2016 onderdeel van Harbour BioMed. Het bedrijf staat genoteerd aan de beurs van HongKong en is ongeveer 1 miljard waard.
- International Standard Name Identifier: 0000 0001 1297 5188
- Library of Congress Control Number: n85363638
- Nationale Bibliotheek van Israël: 987007440324705171
- Nederlandse Thesaurus van Auteursnamen: 105155748
- Système universitaire de documentation: 113371942
- Virtual International Authority File: 164827116
- WorldCat: E39PBJrgHcbJ4QJqcJh77XTGpP